# Рафаэллино да Реджо
Рафаэллино да Реджо, настоящее имя Рафаэле Мотта (итал. Raffaellino da Reggio, Raffaele Motta; 1550, Кодемондо, Реджо-нель-Эмилия — 1578, Рим) — итальянский живописец-маньерист из Реджо-нель-Эмилия. Работал в Риме.

## Биография
Рафаэллино родился в Кодемондо недалеко от Реджо-нель-Эмилия, область Эмилия-Романья. По словам его самого раннего биографа Бонифачо Фантини, он был сыном строителя, обучался у живописца Лелио Орси в его мастерской в соседней Новелларе, а также у художника-медальера Альфонсо Руспаджари.
С 1570 года он находился в Риме, выполняя поручение кардинала Ипполито II д’Эсте. В 1575 году Рафаэллино работал с Джованни де Векки на вилле Фарнезе в Капрароле над фресками в «Зале Карты мира» (Sala del Mappamondo) и в «Комнате ангелов» (Camera degli Angeli). Он также писал фрески для Оратория дель Гонфалоне в Риме, в том числе изображение Христа перед Каиафой. Он написал «Мученичество четырёх коронованных святых» для Капеллы Сан-Сильвестро в церкви Санти-Куаттро-Коронати в Риме. В последние три года своей короткой жизни он много работал в Ватикане вместе с болонским художником Лоренцо Саббатини над работами по заказу папы Григория XIII. Судя по всему, он также работал в Палаццине Гамбара на вилле Ланте в Банье.
Рафаэллино преждевременно скончался в Риме в 1578 году в возрасте около двадцати восьми лет, охваченный, по словам биографа Джованни Бальоне, «злокачественной лихорадкой».

## Творчество
Произведения, созданные Рафаэллино да Реджо в Риме, демонстрируют эклектичный подход, часто, хотя и не всегда, сходный с творениями Таддео Цуккаро (иногда Рафаэллино работал вместе с Федерико Цуккаро, младшим братом Таддео). Композиционное мастерство его изображений Товии и Ангела, Дианы и Актеона, двух из его сохранившихся картин, показывает стилевую связь с произведениями Корреджо.
В последние три года своей короткой жизни художник работал вместе с Лоренцо Саббатини для Ватикана по заказу Григория XIII. Художник и историк позднего маньеризма Джованни Бальоне считал раннюю смерть Рафаэллино значительной утратой для искусства.
В своей биографии художника Бальоне писал, что «если бы человек такого таланта, как Рафаэллино, прожил бы дольше, он бы занялся удивительными вещами».

## Галерея

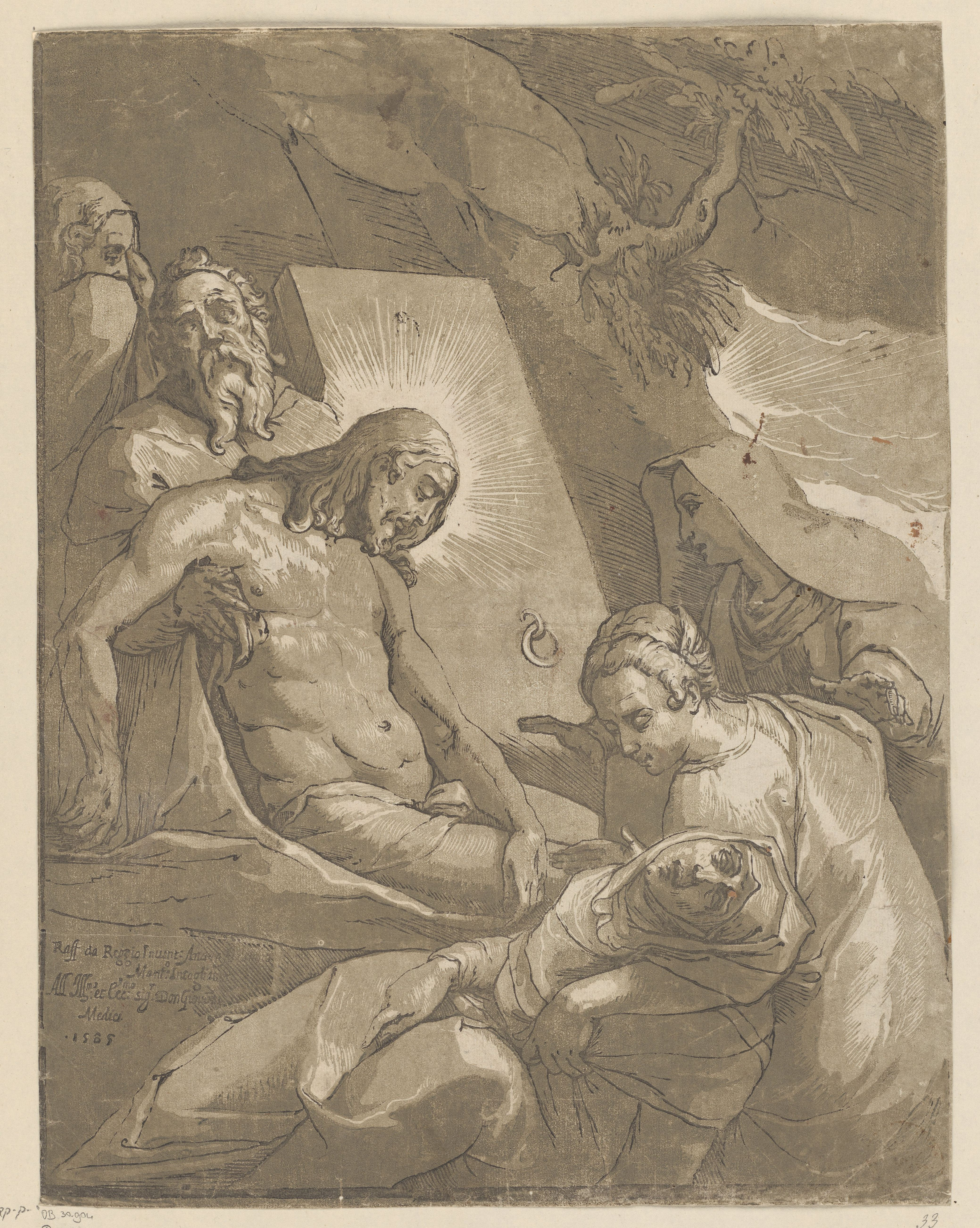
Погребение Христа. 1585. Кьяроскуро. Рейксмюсеум, Амстердам
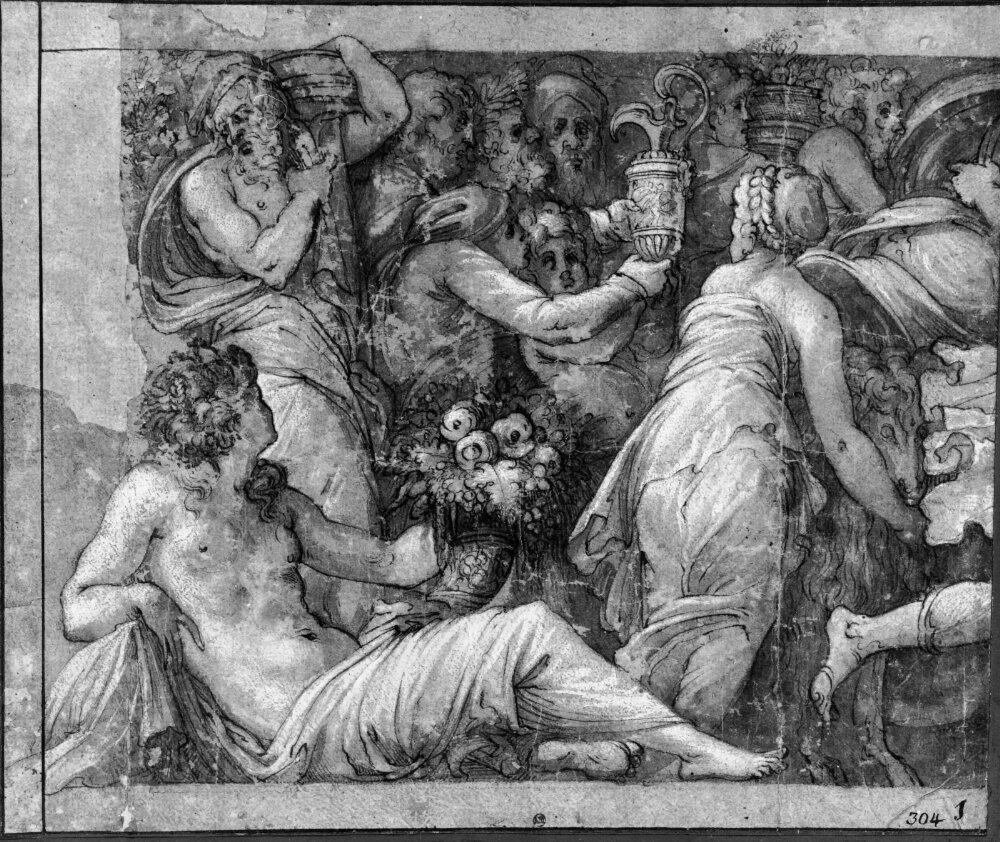
Убийство Ниобидов, приносящих подношения. Бумага, тушь, белила, перо, кисть. Национальный музей изобразительных искусств, Стокгольм
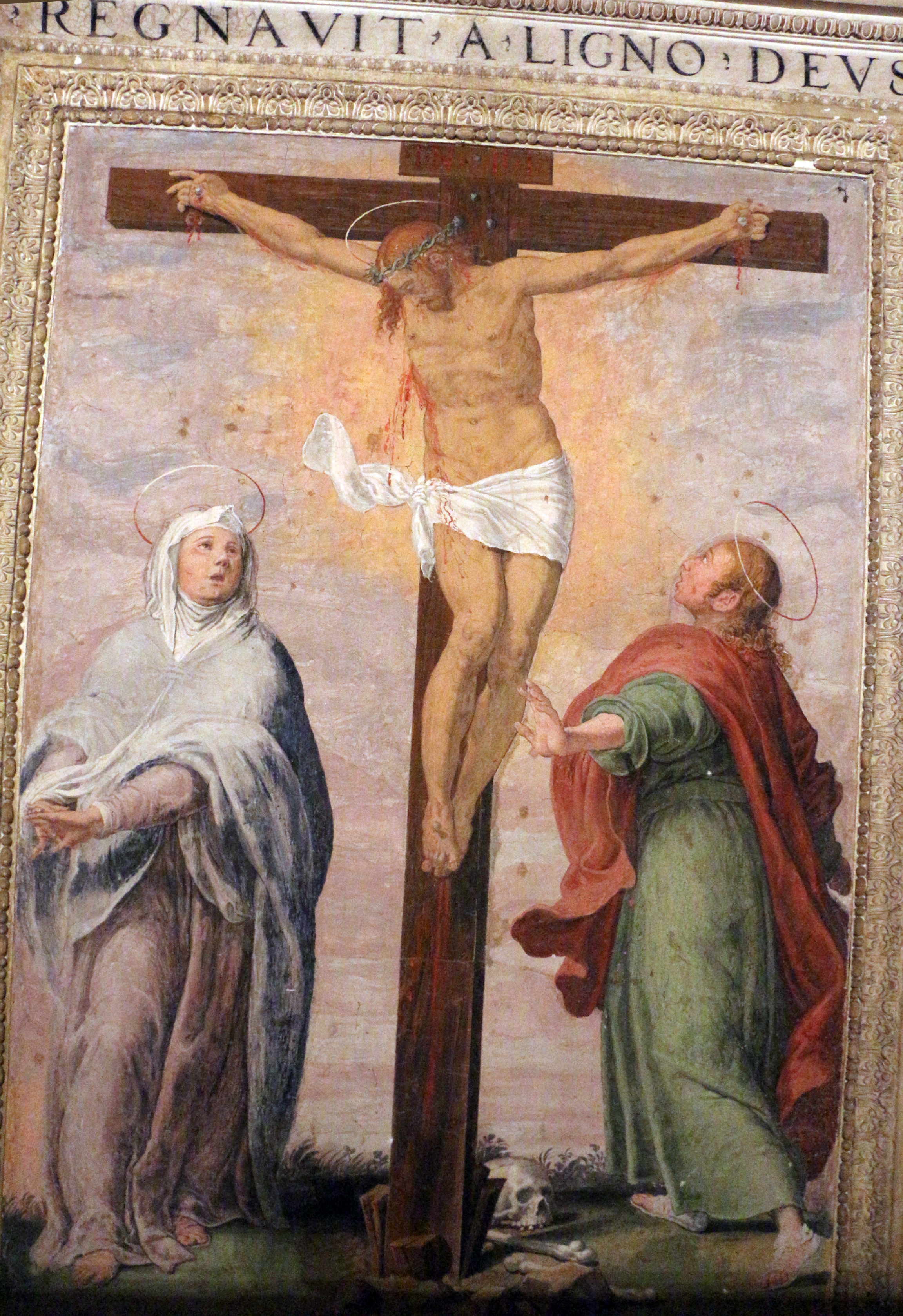
Распятие. Фреска. Капелла Сан-Сильвестро, церковь Санти-Куаттро-Коронати, Рим
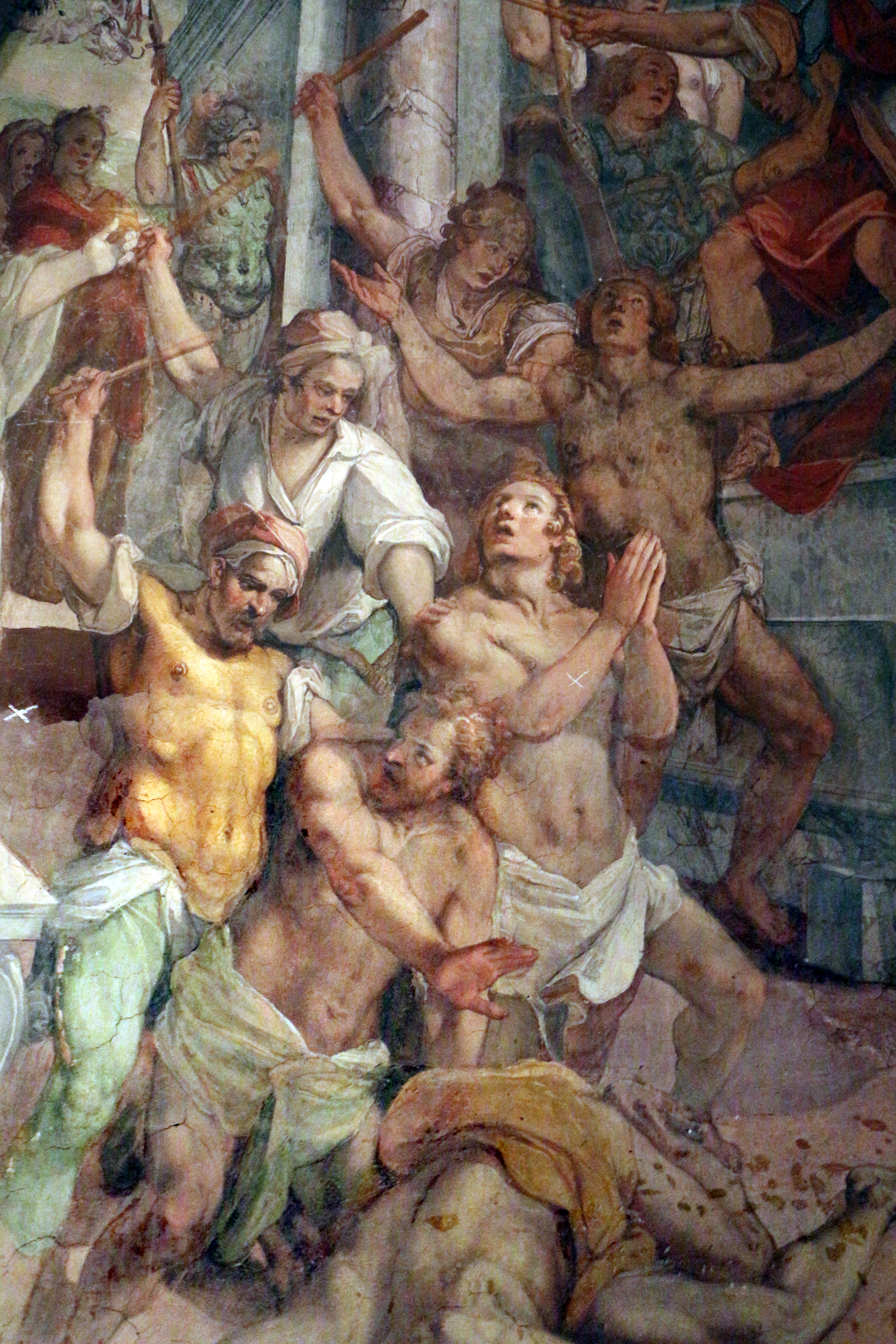
Мученичество четырёх коронованных святых. Деталь. Фреска капеллы Сан-Сильвестро
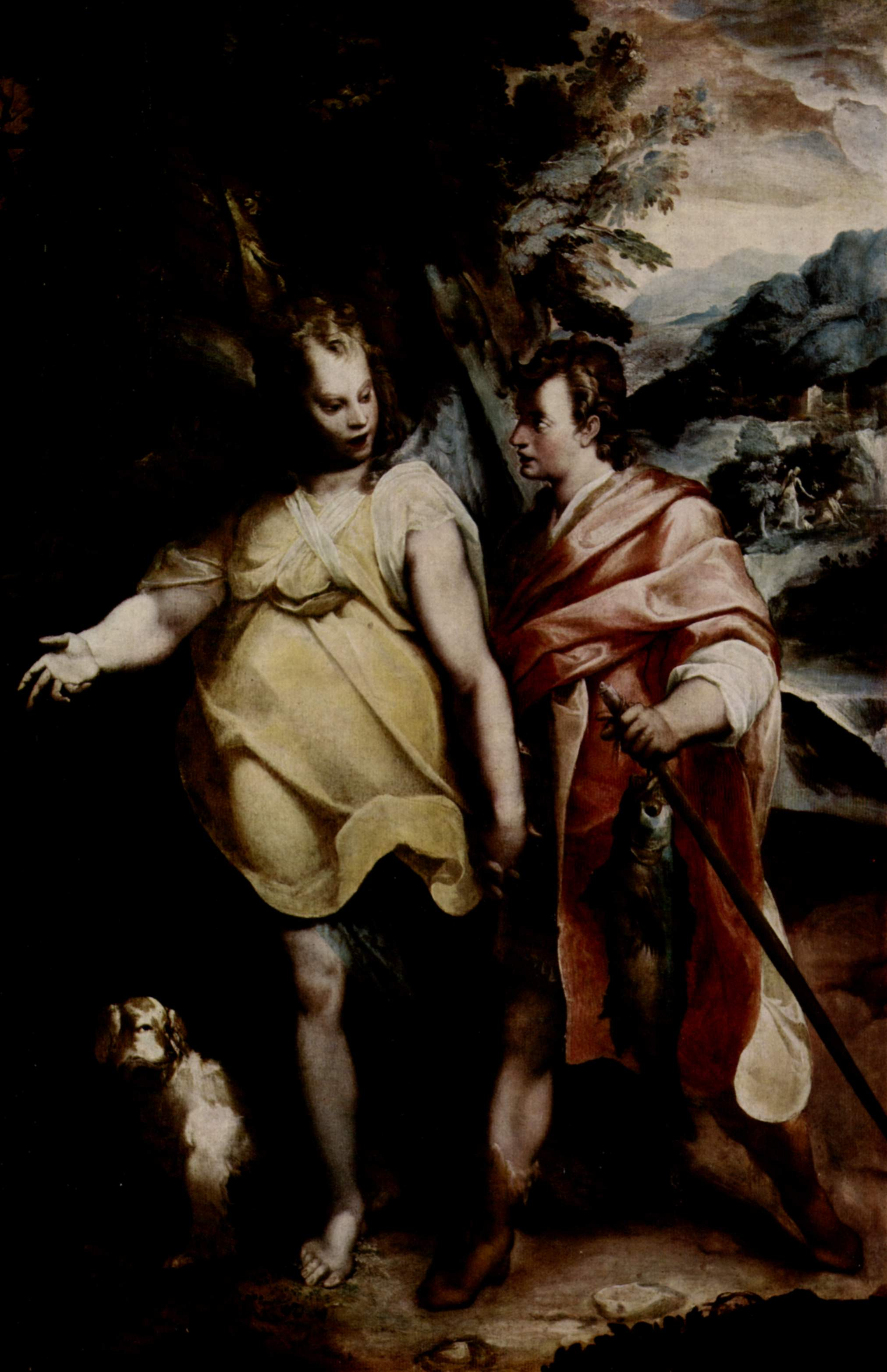
Товия и ангел. Ок. 1575. Холст, масло. Галерея Боргезе, Рим
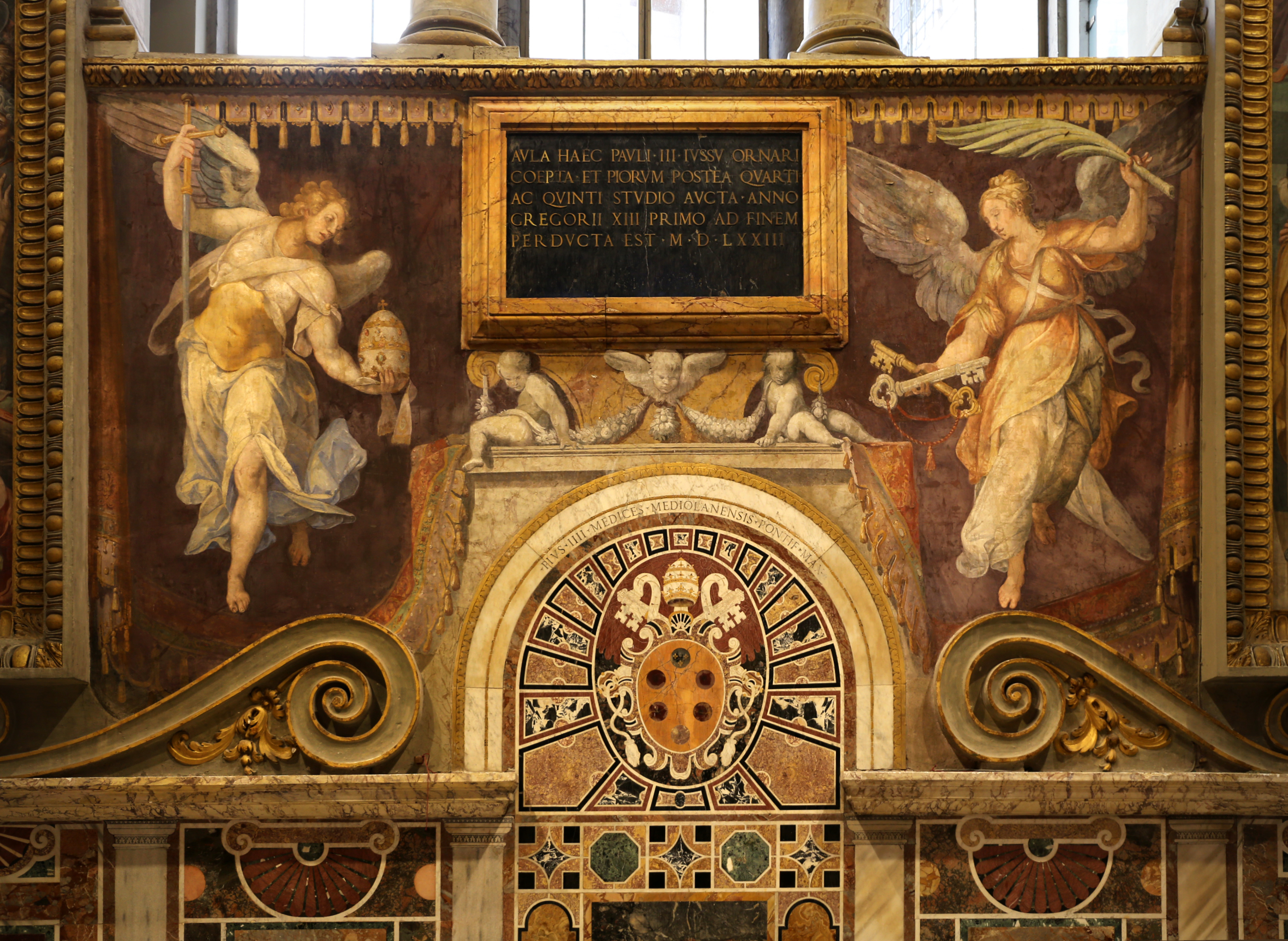
Рафаэллино да Реджо (ангел с тиарой) и Лоренцо Сабатини (ангел с ключами Святого Петра). Фреска. Царский зал, Ватикан